# Massimo Piscedda
Massimo Piscedda (Roma, 14 marzo 1962) è un allenatore di calcio ed ex calciatore italiano, di ruolo difensore.

## Biografia
Nato nel quartiere Corviale da famiglia di origini sarde.

## Carriera

### Giocatore

Piscedda alla Lazio nella stagione 1983-1984

Cresciuto nelle giovanili della Lazio, viene ceduto in prestito prima al Siena e poi alla Sanremese, periodo durante il quale totalizza quattro convocazioni e tre presenze nella Nazionale Serie C Under-21.
Tornato in biancoceleste nella stagione 1983-1984 giocando molte partite da titolare, dopo un prestito al Taranto in Serie B per una stagione, torna nuovamente a Roma, ma per contrasti con la società viene messo fuori rosa per quasi tutto il campionato. Sarà richiamato in campo nelle ultime tre gare. In totale disputa 6 stagioni in maglia biancoceleste.
Memorabile per Piscedda stesso e per tutti i tifosi laziali è il 5 luglio 1987, seconda gara degli spareggi per la permanenza in Serie B contro il Campobasso: proprio sul suo cross, Fabio Poli insacca di testa, salvando la Lazio dalla retrocessione in C.
Nel 1990 viene ceduto all'Avellino e, dopo poco più di una stagione, all'Ascoli, per poi concludere la carriera da calciatore con la maglia del Monterotondo.

### Allenatore
Intraprende la carriera di allenatore con le selezioni nazionali azzurre minori. Dal 2001 al 2003 è tecnico dell'Italia under 17 e dell'Italia under 16. Dal 2003 diventa poi assistente di Paolo Berrettini, tecnico dell'Italia under 18 e dell'Italia under 19. Nel 2006, quando Berrettini lascia la Federazione, Piscedda diventa vice di Bruno Giordano sulla panchina del Messina fino al primo esonero avvenuto in ottobre.
Nel 2007 ritorna ad occupare incarichi federali prima alla guida dell'Italia under 20 e poi dal 2008 dell'Italia under 19 e dell'Italia under 18.
Nel 2010 diventa il responsabile tecnico dell'Italia under 18 e dell'Italia under 19, mentre nel 2011 diventa il tecnico della rappresentativa Under-21 della Serie B, detta B Italia.
Nel luglio 2015, da selezionatore e responsabile tecnico della Nazionale universitaria italiana, ha vinto la medaglia d'oro alle Universiadi in Corea del Sud, con la vittoria degli azzurri 3-0 in finale contro i padroni di casa coreani.
Dal 2018 è osservatore per le nazionali U 15-16-17-18-20
Nel luglio 2020 termina il suo incarico di allenatore della B Italia, restando all'interno della Federazione come osservatore dell'U21.
Dal 2022 è coordinatore tecnico delle rappresentative maschile e femminile di serie D

### Dopo il ritiro
Interviene quotidianamente in qualità di opinionista sportivo nei programmi della emittente radiofonica Radio Laziale. Dalla stagione 2020-2021 è opinionista nella trasmissione 90º minuto serie B.
Attualmente è co-conduttore di un podcast sportivo “SimplyPallone” insieme a Tommaso Fine.
Ha un proprio sito web dove espone le sue considerazioni sul mondo del calcio.

## Palmarès

### Giocatore
- Campionato italiano Serie C2: 1

Siena: 1981-1982

### Allenatore
- Universiade: 1

2015